# امی کورودا
امی کورودا (انگلیسی: Emi Kuroda؛ زاده ۲۸ فوریه ۱۹۷۸) یک بازیگر پورنوگرافی است.